# Peter-Warschow-Sammelstiftung

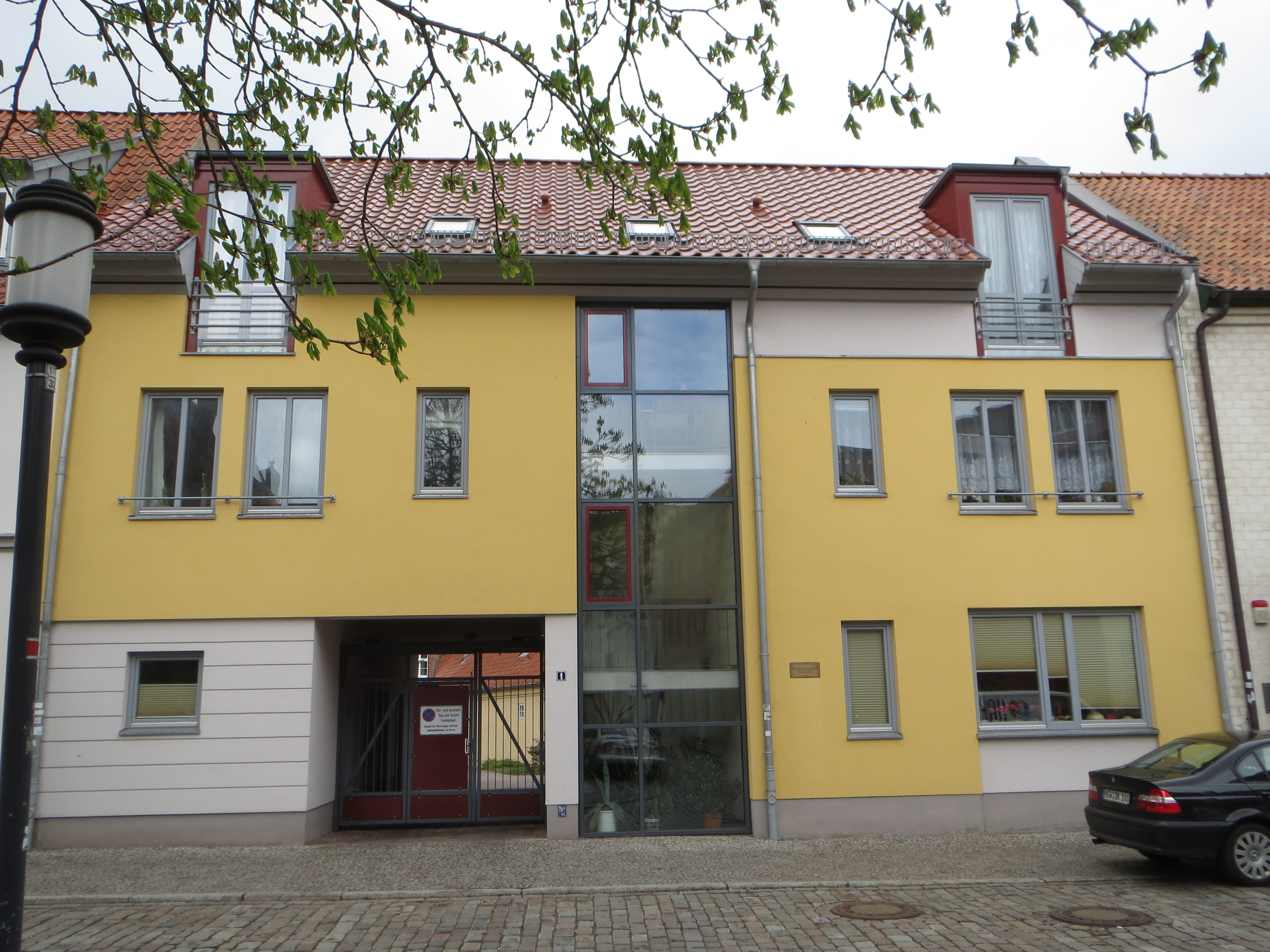
Sitz der Stiftung, Caspar-David-Friedrich-Straße 1 in Greifswald

Die Peter-Warschow-Sammelstiftung ist eine rechtsfähige Stiftung bürgerlichen Rechts mit Sitz in Greifswald.

## Geschichte
1952 erfolgte die Zusammenlegung der 1486 vom Greifswalder Bürgermeister Peter Warschow testamentarisch errichteten Peter-Warschow-Stiftung mit vier weiteren Stiftungen. 1956 wurden auch die dann noch bestehenden Stiftungen, Convente und die Hospitäler St. Georg und St. Spiritus in Greifswald inkorporiert – mit Ausnahme der Johanna-Odebrecht-Stiftung, die selbständig blieb. Insgesamt sind 72 Einzelstiftungen in die bis heute bestehende Peter-Warschow-Sammelstiftung eingegangen. Die meisten hatten ihr Kapital aufgebraucht, oder, soweit es sich um Grundbesitz handelte, durch Umwandlung in Volkseigentum verloren.
Der Name ist heute – nach der Rückübertragung des historischen Liegenschaftsvermögens – etwas irreführend, da die Warschow-Stiftung selbst nur einen kleinen Teil des Stiftungsvermögens ausmacht. Der weitaus größere Teil umfasst das historische Liegenschaftsvermögen des Hospitals Sankt Spiritus. 

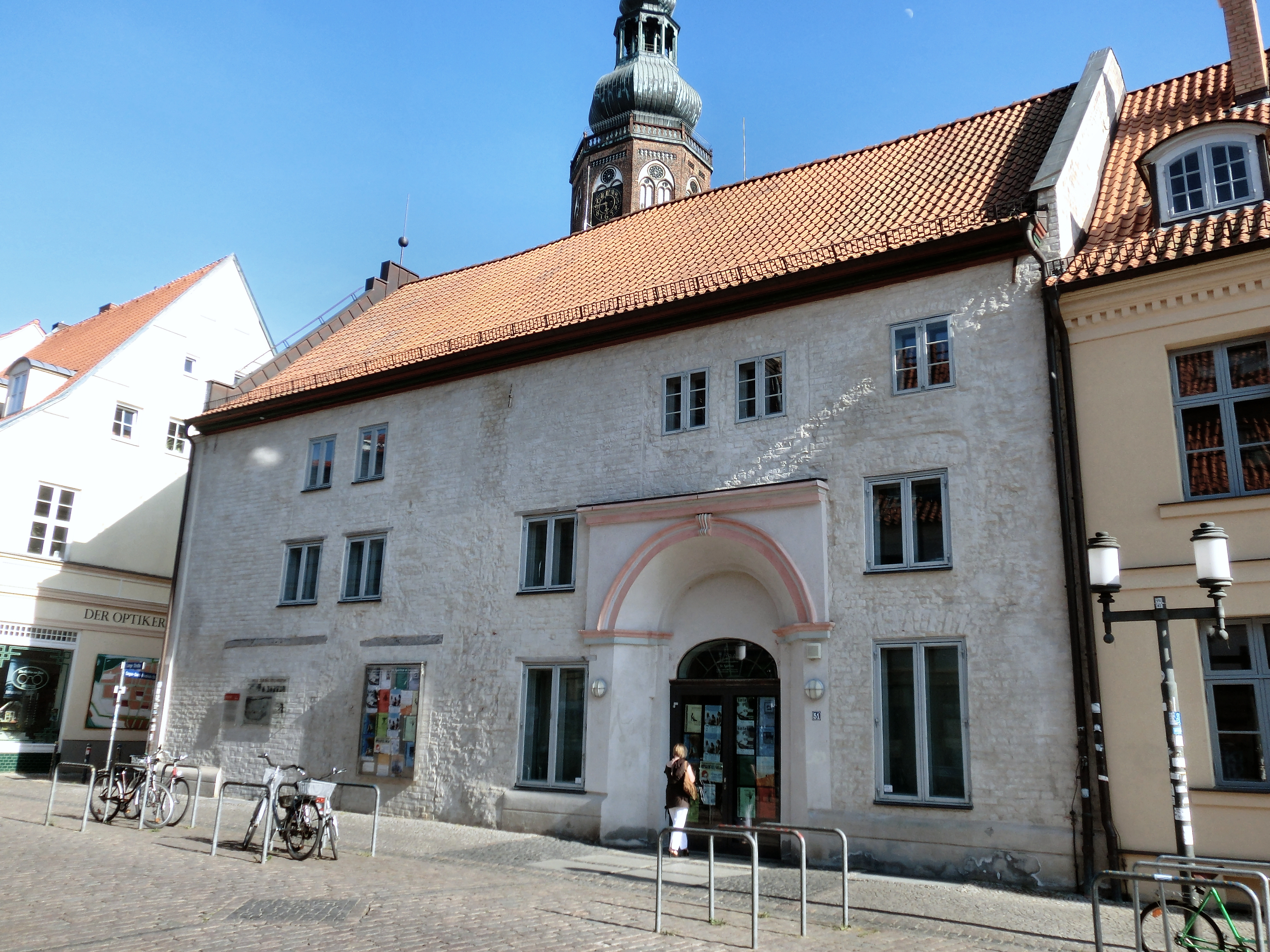
Ehemalige Kirche des Hospitals St. Spiritus

Den ersten größeren Besitz erlangte St. Spiritus im Jahre 1280 durch den Erwerb zweier westlich von Greifswald gelegener Hägerhufen, aus denen später das 150 Hektar große Hospitalgut Heilgeisthof hervorgegangen ist, heute ein Ortsteil von Levenhagen. Es ist noch heute das einzige Gut, dass im Alleinbesitz der Stiftung ist. An den übrigen Landgütern hatte die Stadt Greifswald ein Mitbesitzrecht, teils von Anfang an, teils später erworben. Versuche der Stadt, nach der Reformation sich den Hospitalbesitz komplett anzueignen, führten zu gerichtlichen Auseinandersetzungen. Diese endeten 1590 mit einem Vergleich, nach dem eine Reihe von Gütern der Stadt zu zwei Drittel und den Hospitälern zu einem Drittel Anteil gehörten.
Später kam es zu einem Landtausch, bei dem die Stadt Greifswald ihren Zweidrittelanteil an den sieben Höfen in Sanz, heute Ortsteil von Groß Kiesow, gegen einen Grundbesitz des Hospitals von 126,15 ha in der Stadtfeldmark als Stadterweiterungsfläche abtrat.
Somit gehörte nun auch neben Heilgeisthof die Gemarkung Sanz ganz dem Hospital. Nach 1945 wurden die Güter enteignet und in Volkseigentum überschrieben. Dies war ein Grund zur Zusammenlegung der Stiftungen in den 1950er Jahren, die zugleich das Ende der Hospitalstiftungen als fromme Stiftungen bedeutete. Nach der Wiedervereinigung erfolgte die Rückübertragung des Stiftungseigentums.

## Vermögen
Das Liegenschaftsvermögen findet sich in Neu Negentin (Dargelin), Jeeser (Sundhagen), Jager (Sundhagen), Kirchdorf (Sundhagen), Dömitzow (Sundhagen), Oberhinrichshagen (Sundhagen), Stahlbrode (Sundhagen) und Broock (Alt Tellin).
Die Stiftung verfügt heute über 3000 Hektar Grundbesitz im gemeinsamen Eigentum mit der Stadt Greifswald im Umland, über 860 ha Wald ebenfalls gemeinsam mit der Stadt und über ein Alleineigentum in den Ortslagen Sanz und Heilgeisthof von insgesamt 700 ha.
Hinzu kommen die Liegenschaften in der Stadt, der Identitätsanteil der Stiftung:
- Johann-Stelling-Straße: St. Georg, 64 altersgerechte Wohnungen, erbaut 1924–26, grundsaniert 2000–2001
- Lange Straße 43: St. Spiritus, 9 Wohnungen, 2003 neugestaltet
- Lange Straße 45: St. Spiritus, 6 Wohnungen, Neubau 1999
- Rotgerberstraße 12–15: St. Spiritus, 14 Wohnungen, erbaut 1885, Umbau 2005
- Caspar-David-Friedrich-Straße 1:  Neubau eines Stiftungshauses  2006
- Brinkstraße 20, Stephani-Convent (geht auf eine Stiftung des Juristen Joachim Stephani zurück), studentisches Wohnen[2]
- Straße des Friedens 13–15: 23 Wohnungen, Neubau von drei Stiftungshäusern 2014

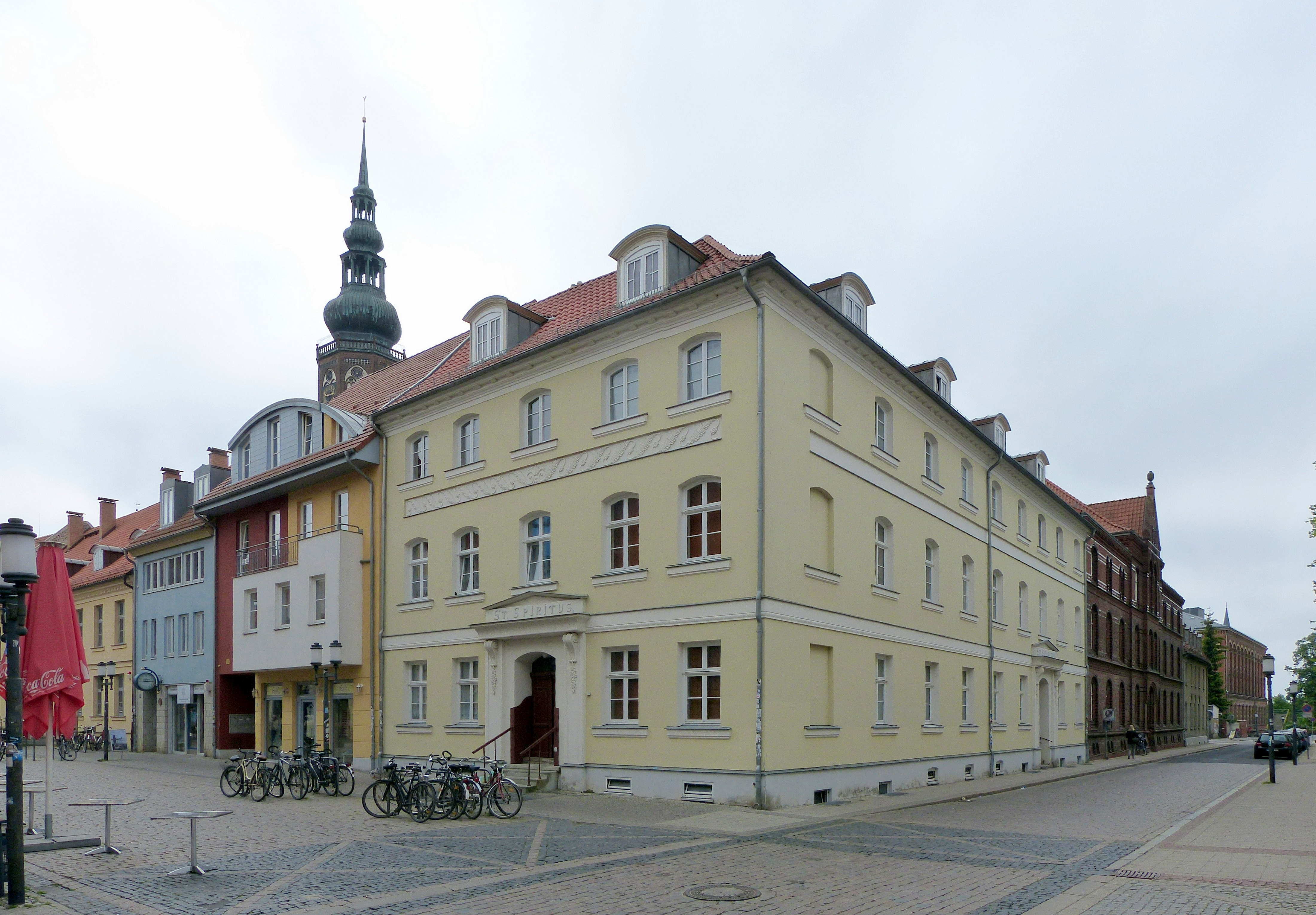
Langestraße 43 und 45 (links)
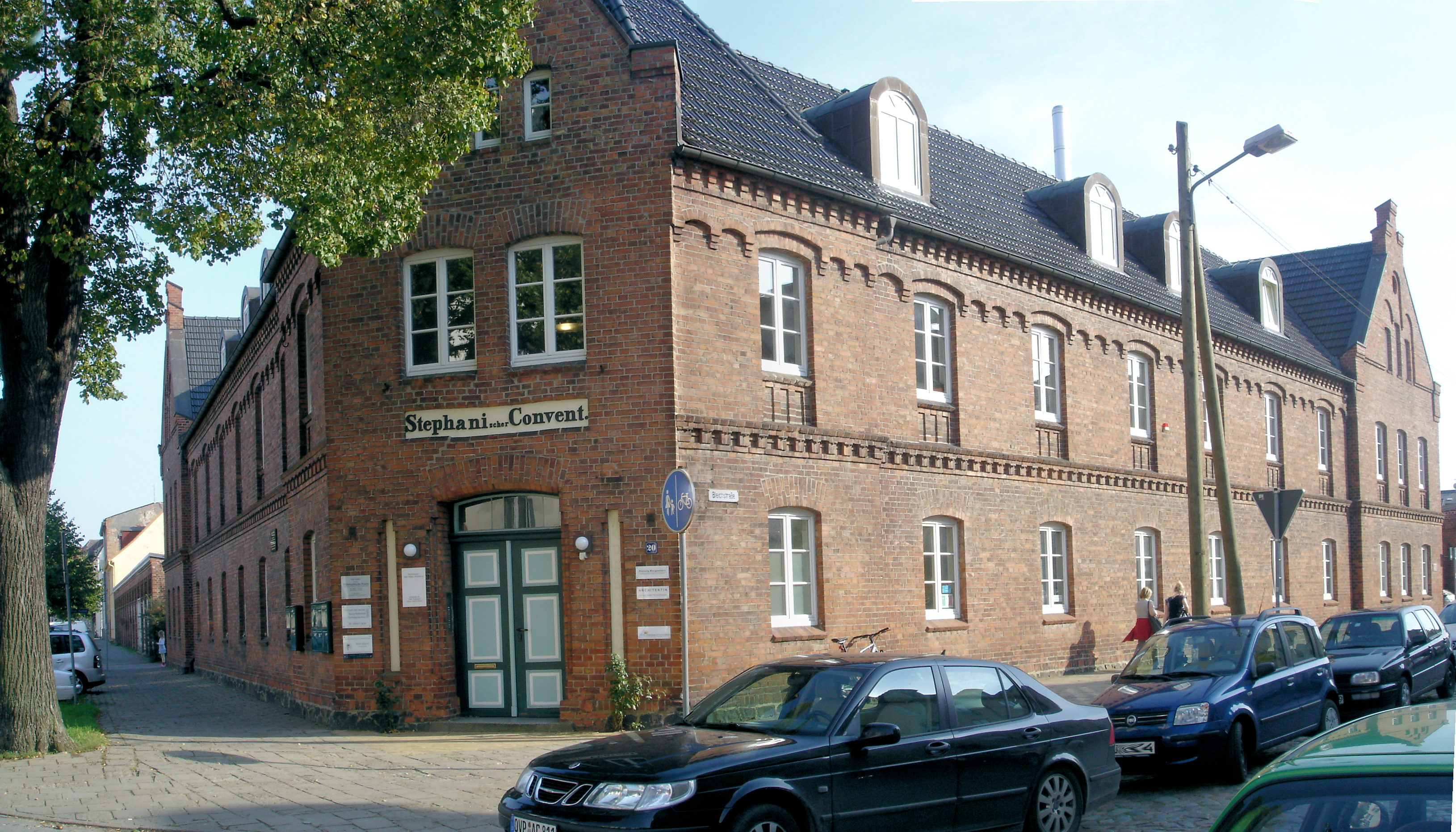
Brinkhof des Stephani-Convents

## Zweck und Organe
Zweck der Stiftung ist die Selbstlose Unterstützung von bedürftigen Menschen, die infolge ihres körperlichen, geistigen und seelischen Zustandes auf Hilfe angewiesen sind; Förderung der Jugendhilfe, Altenhilfe und des Gesundheitswesens.
Stiftungsorgane sind der Vorstand und der Geschäftsführer. Der Vorstand besteht aus dem Oberbürgermeister der Hansestadt Greifswald, den vier Altersleuten (Obermeister der vier Handwerksinnungen Bäcker, Schuhmacher, Schlosser und Schmiede, Bauhandwerk) und aus zwei weiteren Mitgliedern mit beratender Stimme.